# Соколів-Підляський (гміна)
Гміна Соколів-Підляський (ґміна Соколув-Подляський, пол. Gmina Sokołów Podlaski) — сільська гміна у центральній Польщі. Належить до Соколовського повіту Мазовецького воєводства.
Станом на 31 грудня 2011 у гміні проживало 6068 осіб.

## Площа
Згідно з даними за 2007 рік площа гміни становила 137.18 км², у тому числі:
- орні землі: 74.00%
- ліси: 19.00%

Таким чином, площа гміни становить 12.12% площі повіту.

## Населення
Станом на 31 грудня 2011:
| Опис     | Загалом | Загалом | Чоловіки | Чоловіки | Жінки | Жінки |
| -------- | ------- | ------- | -------- | -------- | ----- | ----- |
| одиниця  | осіб    | %       | осіб     | %        | осіб  | %     |
| все      | 6068    | 100     | 3107     | 51.20    | 2961  | 48.80 |
| міське   | 0       | 100     | 0        |          | 0     |       |
| сільське | 6068    | 100     | 3107     | 51.20    | 2961  | 48.80 |

## Сусідні гміни
Гміна Соколів-Підляський межує з такими гмінами: Беляни, Венгрів, Косув-Ляцький, Лів, Медзна, Репкі, Сабне, Соколів-Підляський.